# Premier League (St. Vincent und die Grenadinen)
Die SVGFF Premier Division, oft auch als NLA Premier League bekannt, ist die nationale höchste Fußballliga von St. Vincent und die Grenadinen, organisiert von der SVGFF, dem nationalen Fußballverband.

## Modus und Geschichte
Die erste bekannte Austragung des Wettbewerbs fand in der Saison 1998/99 unter dem Namen National Club Championship statt. Zuvor gab es schon in den vorherigen Jahren Meisterschaften. Es ist aber unklar ob diese auch auf nationaler Ebene ausgetragen wurden. In dieser Spielzeit qualifizierten sich mehrere Mannschaften für ein Endturnier, in welchem am Ende im K.-o.-System ein Sieger ermittelt wurde. Wie viele Mannschaften an dieser ersten Austragung teilnahmen, ist nicht bekannt.
Die nächste Austragung als nationaler Wettbewerb fand dann erst wieder zur Saison 2002/03 statt. Neben der diesmal National Football League genannten Liga, wurden auch noch regionale Ligen installiert, wobei einzelne Mannschaften an bis zu drei Ligen gleichzeitig teilnahmen. Ein genauer Sieger dieser Austragung ist nicht bekannt. Angeblich fand die erste richtige Austragung der Liga in der Saison 2004/05 statt. Außer einer Partie und dem anschließenden Sieger der Liga ist jedoch keine Tabelle überliefert. Unter dem Namen Premier League ist dann für die Saison 2005/06 auch erstmals eine Tabelle überliefert, aus der ersichtlich ist, dass es neun teilnehmende Mannschaften gab. Die nächste landesweite Austragung folgte erst wieder zur Saison 2009/10. Nun wurde die Liga Premier Division genannt und erhielt mit der First Division auch eine zweitklassige landesweite Liga als Unterbau. In dieser Spielzeit nahmen zwölf Mannschaften teil. Seitdem variierte die Zahl teilnehmender Mannschaften.
Der Sieger, gelegentlich auch das zweitplatzierte Team, der Liga nahm an der CFU Club Championship teil. Bislang war dies jedoch nur nach den Spielzeiten 1997/98, 2010, 2017 und 2021 der Fall.

## Teilnehmer
An der Saison 2022/23 nahmen folgende Mannschaften teil:
- Avenues United FC
- Awesome FC
- Pastures United FC
- Hope International FC
- Jebelle FC
- Largo Height FC
- Layou FC
- Sion Hill FC
- System 3 FC

## Meister
| Rang | Name                        | Saisons                            | Anzahl |
| ---- | --------------------------- | ---------------------------------- | ------ |
| 1    | Hope International FC       | 2003/04, 2005/06, 2014/15, 2019/20 | 4      |
| 1    | Avenues United FC           | 2009/10, 2010/11, 2012, 2017       | 4      |
| 2    | Pastures United FC          | 2013/14, 2018/19                   | 2      |
| 3    | Camdonia Chelsea SC         | 1998/99                            | 1      |
| 3    | Universal Mufflers Samba FC | 2004/05                            | 1      |
| 3    | System 3 FC                 | 2016                               | 1      |
| 3    | Jebelle FC                  | 2022/23                            | 1      |